# なりきり
なりきりとは、特定のキャラクターに扮し言動や行動、あるいは文章などを用いて行う遊び・手法のことである。
自身あるいは他人が設定した「キャラクター」の立ち位置でなりきって考え、台詞と描写や行動・心情などを通じ、その考えや言動・行動を相手に伝え、それに相手が反応するというコミュニケーションが必要とされる。複数人で行うほか、一人二役で行う場合もある。
ロールプレイとも呼ばれるほか、これを更に若者言葉で短縮表記して「ロル」と表記する事もある。 演劇や娯楽として用いられるほか、企業の研修目的で用いられることもある。
ジャンルとしてPBeM (Play by e-Mail) ・PBB (Play By BBS)・PBC (Play By chat) と利用する媒体、ノーマル (NL) ・百合・BLといった性愛指向、学園・街・ファンタジー・発展場などの舞台など、様々に分類され多種多様にある。

## 歴史
「即興演劇」を基に、1920年代に『なりきり』として療法として確立した手法が元となっている。ここから『なりきり』という学習方法が確立する。1974年に『TRPG』が誕生し、そこからシステムやルールによる制約を取り払い、「なりきり遊び」として派生した。
1980年代からBBSを利用した「なりきり遊び」があったとされる。
遊びとしての「なりきり」も幅広く、海外までを含めると今でも現実で行う『なりきり』が最も多く、インターネットを利用した遊び方はその一部でしかない。今でも古くからある手紙や電話でも行われる事や、LARP(Live Action Role Playing)という遊び方も存在し、海外では数千人規模のイベントが開催され、現在はドイツの学校の授業でも取り入れられている。漫画『ゴルゴ13』にもこの手法が用いられた回が存在する。

## 娯楽としてのなりきり
なりきり遊びをする際には「どんなキャラクターなのか？」とキャラクターを設定して遊ぶ。
既存の漫画、アニメ、ゲームのキャラクターあるいは実在の有名人をキャラクターとして利用するほか、動物や機械といった人間以外のものに扮して遊ぶこともある。
既存の作品に登場するキャラクターを利用する事を『版権なりきり』、利用しない事を『創作なりきり』と分ける人もいるが、前者もしている事は『二次創作』なので須らく『創作活動』と言える。また前者は第三者が著作権などを持つ作品のキャラクターを利用して二次創作活動するのだが、度々、元の作品のイメージとは外れたり禁止されれている二次創作利用があるため、同人誌などと同じように問題視される事がある。
記述方法に明確な規定は存在しないが、キャラクターの直接の発言は引用符の外に、描写や行動・心情は引用符の内側に記されることが多い。また、キャラクターを扱う者が相手との相談や確認をする場合は、/で区切って本人の発言を記したり、【】などの括弧内に補足情報を記すこともある。

## 種類

### 掲示板におけるなりきり
便宜上、ここでは"なりきり"を行っていない参加者を「一般参加者」と記述する。
参加者全員がキャラクターになりきるか、特定の人物のみがキャラクターになりきり、一般参加者がキャラクターに質問レスをつけ、それにキャラクターが返答レスをつけていく事によって進行する。またスレッドフロート型掲示板の場合、キャラクター1人が1つのスレッドを持つこともあれば、「○○（作品名或いはジャンル名）総合」という形で、あるジャンルや作品に出てくるキャラクター複数がスレッドを持つこともある。スレッド型掲示板においても、一般の参加者（名無し）が、キャラクターに対し質問レスをつけ、キャラクターが返答レスをつけていく形で進行する。
2ちゃんねるに「キャラネタ板」、「なりきりネタなんでもあり板」（「なな板」）という専門の板がある。また、同じ2ちゃんねる内の他板にもなりきりスレがある。なお「キャラネタ板」は既存の作品（著作権が発生する）キャラクターを忠実に再現するなりきりであり、「なりきりネタなんでもあり板」は個人が創作したキャラクター・無生物等を含む縛りの緩いなりきりが中心である。稀に、実在人物のなりきりも見られるが、通常、本人だと騙るなりすまし/なりとは区別される。

### チャットにおけるなりきり
「なりチャ」（なりきりチャット）と略されることがある。参加者は自身が創作したキャラクターや、既存の作品（ゲームや漫画、アニメなど）に登場するキャラクターになりきって楽しむ。
既存の作品のキャラクターになりきるチャットは、作品の著作権（出版権）のキャラクターを利用していることから「版権なりチャ」「キャラ茶」「版権チャ」と呼ぶ事もある。主に、LINEアプリ上の機能の1つであるオープンチャットが指される。
同じジャンルや作品のキャラクター同士で会話をするほか、異なるジャンルや作品の登場人物をクロスオーバーさせて楽しむ事もある。

### メールによるなりきり
基本的には同じ作品において参加者を募り、配役を決め、メーリングリスト等を作る形で進められる。1対1によるメールでなりきりを楽しむ場合もある。「なりメ」（なりきりメール）、「個メ」などと略されることもある。

### SNSによるなりきり
特定のキャラクターを模したSNSアカウントを作成し、キャラの性格やプロフィールを基にセリフを考えて投稿する。他にも共通の趣味を持つ仲間とグループ内で関連のある投稿をして楽しむ。

## ロールの種類

### なりきりにおけるロール
なりきりにおけるロールとは、主にキャラクターやそのもの自身の行動、心情、思考を指す。故に、台詞はロールには含まれないのだが、｢続けて〇〇と言った。｣や、｢△△と言葉を付け足した。｣と言ったような形で含まれる場合もある。

### 無ロール
｢ロール｣そのものを書かかない事。セリフだけの場合等を指す。

### 豆/プチ〜長ロール
主にロールの長さを表す時に扱われる。豆/プチロール、短ロール、中ロール、長ロールと続いていくが、アプリケーション媒体によって1行に書き込める量が違う為、この長さは○ロールというのは各媒体に準ずる。

### 壁破壊/壁突破ロール
主に一度に送れる文字数があるアプリケーションの場合それを超えたロール、及び画面上に送られた場合に｢もっと見る｣等の表示を介さなければ全ての文を見る事ができないロール。

### 五月雨ロール
相手の返信を待たず、1つのメッセージ、レス等に纏めずに好き勝手に送るロール。忌み嫌われる行為と認知されている。

### 連ロール
1つのメッセージ、レスに纏めずに何回かに分けて打つ行為。一見、五月雨ロールと同じように感じるが、ロール長く見せたり相手の返信を1度待ってもらってからの行為のため、似て非なるものである。